# Gyromitra splendida
Gyromitra splendida är en svampart som tillhör divisionen sporsäcksvampar, och som beskrevs av Ain (G.) Raitviir. Gyromitra splendida ingår i släktet stenmurklor, och familjen Discinaceae. Enligt den svenska rödlistan är arten otillräckligt studerad i Sverige. Arten förekommer i Övre Norrland. Artens livsmiljö är skogslandskap.